# Гераклит (лунный кратер)
Кратер Гераклит (лат. Heraclitus) — древний большой и глубокий ударный кратер в южной материковой области видимой стороны Луны. Название присвоено в честь древнегреческого философа Гераклита Эфесского (544 — 483 годы до н. э.) и утверждено Международным астрономическим союзом в 1935 году. Образование кратера относится к донектарскому периоду.

## Описание кратера

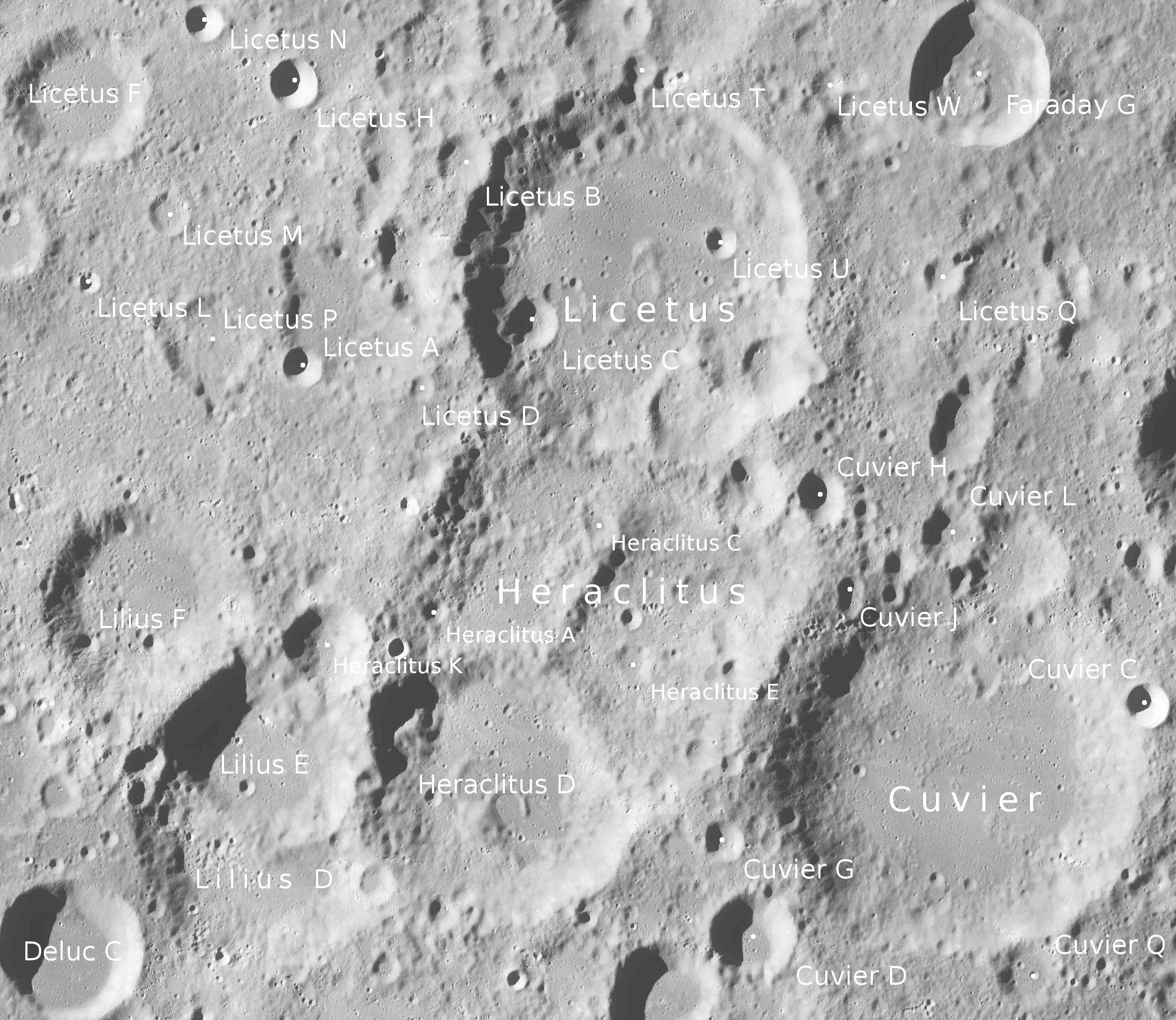
Окрестности кратера Гераклит. Снимок Lunar Reconnaissance Orbiter.

Ближайшими соседями кратера являются огромный кратер Маджини на западе; кратер Лицет, перекрывающий северную часть кратера Гераклит; кратер Кювье, примыкающий к юго-восточной части кратера Гераклит; кратер Лилио на юге; а также кратер Делюк на юго-западе. Селенографические координаты центра кратера 49°19′ ю. ш. 6°25′ в. д. / 49,31° ю. ш. 6,42° в. д., диаметр 85,7 км, глубина 4,26 км.
Кратер значительно разрушен за долгое время своего существования, форма его искажена соседними импактами. Вследствие этого кратер состоит из трёх участков, разделённых трёхлучевым хребтом. Наиболее разрушен восточный из этих участков, где вал кратера представляет собой невысокий хребет, примыкающий к кратеру Кювье. Юго-западная часть кратера перекрыта сателлитным кратером Гераклит D (см. ниже). Средняя высота вала кратера над окружающей местностью 1420 м, объём кратера составляет приблизительно 7800 км³. В чаше кратера находятся останки двух кратеров.

## Сателлитные кратеры

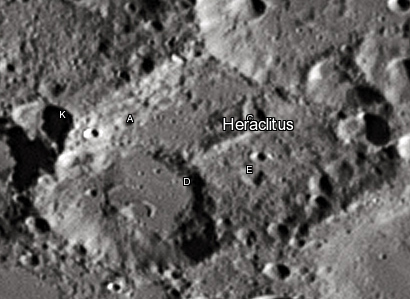
Снимок Девида Кемпбелла.

| Гераклит | Координаты                                          | Диаметр, км |
| -------- | --------------------------------------------------- | ----------- |
| A        | 49°25′ ю. ш. 4°32′ в. д. / 49,41° ю. ш. 4,54° в. д. | 5,0         |
| C        | 48°53′ ю. ш. 6°13′ в. д. / 48,89° ю. ш. 6,22° в. д. | 6,9         |
| D        | 50°31′ ю. ш. 5°08′ в. д. / 50,51° ю. ш. 5,14° в. д. | 56,1        |
| E        | 49°44′ ю. ш. 6°33′ в. д. / 49,74° ю. ш. 6,55° в. д. | 7,0         |
| K        | 49°38′ ю. ш. 3°27′ в. д. / 49,64° ю. ш. 3,45° в. д. | 16,9        |